# Tournoi de tennis de Recanati
Le Guzzini Challenger est un tournoi international de tennis masculin du circuit professionnel Challenger. Il a lieu tous les ans au mois de juillet à Recanati, en Italie. Il a été créé en 2003 et se joue sur dur en extérieur.

## Palmarès messieurs

### Simple
| Année | Vainqueur          | Finaliste                | Score           |
| ----- | ------------------ | ------------------------ | --------------- |
| 2003  | Daniele Bracciali  | Massimo Dell'Acqua       | 7-60, 6-3       |
| 2004  | Uros Vico          | Andrea Stoppini          | 65-7, 6-4, 6-4  |
| 2005  | Davide Sanguinetti | Daniele Bracciali        | 6-4, 4-6, 6-3   |
| 2006  | Davide Sanguinetti | Simone Bolelli           | 6-4, 3-0 ab.    |
| 2007  | Jimmy Wang         | Andrey Golubev           | 6-3, 3-6, 6-4   |
| 2008  | Horacio Zeballos   | Grega Žemlja             | 6-3, 6-4        |
| 2009  | Stéphane Bohli     | Andrey Golubev           | 6-4, 7-64       |
| 2010  | Stéphane Bohli     | Adrian Mannarino         | 6-0, 3-6, 7-65  |
| 2011  | Fabrice Martin     | Kenny de Schepper        | 6-1, 66-7, 7-63 |
| 2012  | Simone Bolelli     | Fabrice Martin           | 6-3, 6-2        |
| 2013  | Thomas Fabbiano    | David Guez               | 6-0, 6-3        |
| 2014  | Gilles Müller      | Ilija Bozoljac           | 6-1, 6-2        |
| 2015  | Mirza Bašić        | Ričardas Berankis        | 6-4, 3-6, 7-64  |
| 2016  | Illya Marchenko    | Ilya Ivashka             | 6-4, 6-4        |
| 2017  | Viktor Galović     | Mirza Bašić              | 7-63, 6-4       |
| 2018  | Daniel Brands      | Adrián Menéndez Maceiras | 7-5, 6-3        |
| 2019  | Egor Gerasimov     | Roberto Marcora          | 6-2, 7-5        |

### Double
| Année | Vainqueurs                           | Finalistes                               | Score              |
| ----- | ------------------------------------ | ---------------------------------------- | ------------------ |
| 2003  | Manuel Jorquera Frank Moser          | Rodolphe Cadart Dudi Sela                | 6-4, 7-5           |
| 2004  | Massimo Dell'Acqua Uros Vico         | Daniele Giorgini Federico Torresi        | 6-1, 6-4           |
| 2005  | Uros Vico Lovro Zovko                | Farrukh Dustov Evgeny Korolev            | 7-62, 4-3 ab.      |
| 2006  | Simone Bolelli Davide Sanguinetti    | Sebastian Rieschick Viktor Troicki       | 6-1, 3-6, [10-4]   |
| 2007  | Fabio Colangelo Serhiy Stakhovsky    | Yu Xinyuan Zeng Shaoxuan                 | 1-6, 7-63, [10-7]  |
| 2008  | Benedikt Dorsch Björn Phau           | Yu Xinyuan Zeng Shaoxuan                 | 6-3, 7-5           |
| 2009  | Frederik Nielsen Joseph Sirianni     | Adriano Biasella Andrey Golubev          | 6-4, 3-6, [10-6]   |
| 2010  | Jamie Delgado Lovro Zovko            | Charles-Antoine Brezac Vincent Stouff    | 7-66, 6-1          |
| 2011  | Frederik Nielsen Ken Skupski         | Federico Gaio Purav Raja                 | 6-4, 7-5           |
| 2012  | Brydan Klein Dane Propoggia          | Marin Draganja Dino Marcan               | 7-5, 2-6, [14-12]  |
| 2013  | Ken Skupski Neal Skupski             | Gianluigi Quinzi Adelchi Virgili         | 6-4, 6-2           |
| 2014  | Ilija Bozoljac Goran Tošić           | James Cluskey Laurynas Grigelis          | 5-7, 6-4, [10-5]   |
| 2015  | Ken Skupski Divij Sharan             | Ilija Bozoljac Flavio Cipolla            | 4-6, 7-63, [10-6]  |
| 2016  | Kevin Krawietz Albano Olivetti       | Ruben Bemelmans Adrián Menéndez-Maceiras | 6-3, 7-64          |
| 2017  | Jonathan Eysseric Quentin Halys      | Julian Ocleppo Andrea Vavassori          | 63-7, 6-4, [12-10] |
| 2018  | Gong Maoxin Zhang Ze                 | Gonzalo Escobar Fernando Romboli         | 2-6, 7-65, [10-8]  |
| 2019  | Gonçalo Oliveira Ramkumar Ramanathan | Andrea Vavassori David Vega Hernández    | 6-2, 6-4           |